# Derby delle Canarie
Il Derby delle Canarie (derbi canario in spagnolo), indica l'incontro tra le due compagini più importanti della storia calcistica delle Isole Canarie: il Tenerife e il Las Palmas. Le squadre si sono incontrate in 58 occasioni, col Las Palmas che ha prevalso 24 volte a fronte delle 14 del Tenerife. Il primo derby si disputò nel 1950 nei play-off di promozione alla Segunda División e vide vincitore il Las Palmas sia all'andata che al ritorno. La vittoria più ampia l'ha invece ottenuta il Tenerife il 4 dicembre 2013, battendo i rivali 3-0.

## Storia
Le due squadre collocate su due isole differenti, sin dalla loro fondazione sono state le migliori compagini delle Isole Canarie. I migliori risultati del Las Palmas furono ottenuti a cavallo tra gli anni '60 e gli anni '70, in cui concluse il campionato 1968-69 al secondo posto, qualificandosi alla dodicesima edizione della Coppa delle Fiere, e perse la finale di Coppa del Re 1977-1978 in favore del Barcellona. I migliori risultati del Tenerife si ebbero invece negli anni '90, seppur non così prestigiosi, quando i canari conclusero al quinto posto il campionato 1992-93 e 1995-96. Di conseguenza si qualificò alla Coppa UEFA 1996-1997 arrivando in semifinale e perdendo contro i futuri vincitori dello Schalke 04.

## Statistiche
| Competizione                            | PG | UDLP | P  | CDT | Gol UDLP | Gol CDT |
| --------------------------------------- | -- | ---- | -- | --- | -------- | ------- |
| Primera División                        | 2  | 1    | 0  | 1   | 3        | 2       |
| Segunda División                        | 32 | 8    | 14 | 10  | 25       | 33      |
| Play-off promozione in Segunda División | 2  | 2    | 0  | 0   | 3        | 1       |
| Copa del Rey                            | 19 | 10   | 6  | 3   | 28       | 15      |
| Copa de la Liga                         | 4  | 3    | 1  | 0   | 12       | 6       |
| Total                                   | 58 | 24   | 21 | 14  | 71       | 57      |

| PG: Partite giocate          |
| UDLP: Vittorie Las Palmas    |
| P: Pareggi                   |
| CDT: Vittorie Tenerife       |
| Gol UDLP: Gol del Las Palmas |
| Gol CDT: Gol del Tenerife    |